# Gaia Sabbatini
Gaia Sabbatini (née à Teramo le 10 juin 1999) est une coureuse de demi-fond italienne qui a remporté trois titres nationaux au niveau senior   Elle a participé aux Jeux olympiques d'été de 2020, au 1500 m .

## Biographie
En février 2020, championne d'Italie, elle est devenue la première athlète de Teramo à conquérir un titre national.
Lors des Championnats d'Europe de cross-country 2022, à Turin, Sabbatini a couru le relais mixte 4 x 1500 m, assurant à l'Italie la première victoire de son histoire dans cette épreuve.

## Progression
| Année (âge) | Performance | Lieu           | Date             |
| ----------- | ----------- | -------------- | ---------------- |
| 2021 (22)   | 4:08.14     | Ostrava        | 19 mai 2021      |
| 2020 (21)   | 4:11.27     | Heusden-Zolder | 6 septembre 2020 |
| 2019 (20)   | 4:33.19     | Brixen         | 28 juillet 2019  |
| 2018 (19)   | 4:19.69     | Clés           | 25 août 2018     |
| 2017 (18)   | 4:20.17     | Grosseto       | 21 juillet 2017  |
| 2016 (17)   | 4:45.45     | Ascoli Piceno  | juillet 2016     |

## Performances
| An   | Concurrence                           | Lieu    | Position | Événement   | Temps   | Remarques |
| ---- | ------------------------------------- | ------- | -------- | ----------- | ------- | --------- |
| 2018 | Championnats du monde U20             | Tampere | Séries   | 1500 mètres | 4:22.50 |           |
| 2021 | Championnats d'Europe par équipe (SL) | Chorzów | 1er      | 1500 mètres | 4:14.87 | SB        |

## Palmarès
| Date | Compétition           | Lieu   | Résultat | Épreuve | Performance  |
| ---- | --------------------- | ------ | -------- | ------- | ------------ |
| 2022 | Championnats d'Europe | Munich | 9e       | 1500 m  | 4 min 6 s 04 |

## Titres nationaux
Elle a remporté trois titres nationaux au niveau senior individuel.
- Championnats d'Italie d'athlétisme en salle
  - 800m : 2022
  - 1500 mètres : 2020[6], 2021